# Seaca (okręg Aluta)
Seaca – wieś w Rumunii, w okręgu Aluta, w gminie Seaca. W 2011 roku liczyła 2061 mieszkańców.